# Prostenothoe sextonae
Prostenothoe sextonae är en kräftdjursart som beskrevs av Gurjanova 1938. Prostenothoe sextonae ingår i släktet Prostenothoe och familjen Stenothoidae. Inga underarter finns listade i Catalogue of Life.